# Jeux mondiaux militaires d'été de 2015
Navigation
Édition précédente Édition suivante
Les VIe Jeux mondiaux militaires se déroulent dans la ville de Mungyeong en Corée du Sud du 2 au 11 octobre 2015.

## Disciplines
| - Athlétisme (résultats détaillés) - Basket-ball - Boxe - Hippisme - Cyclisme - Escrime - Football | - Futsal - Handball - Judo - Lutte - Natation - Orientation - Parachutisme | - Pentathlon militaire - Pentathlon moderne - Pentathlon naval - Pentathlon aéronautique - Plongée - Taekwondo - Tir sportif | - Triathlon - Voile - Beach Volley - Volleyball - Water-polo |